# Coleophora keireuki
Coleophora keireuki é uma espécie de mariposa do gênero Coleophora pertencente à família Coleophoridae.